# Heniochus intermedius
Espèce
Statut de conservation UICN

 LC  : Préoccupation mineure
Heniochus intermedius est une espèce de poisson d'eau de mer du  genre Heniochus (poisson-cocher).

## Distribution
Cette espèce se rencontre en mer Rouge, dans le golfe d'Aden et dans l'ouest de l'océan Indien, le long des côtes de l'Érythrée, de Djibouti et de la Somalie. Elle vit entre 3 et 50 m de profondeur.

## Description
Heniochus intermedius peut mesurer jusqu'à 18 cm.